# Bolesław Podczaszyński

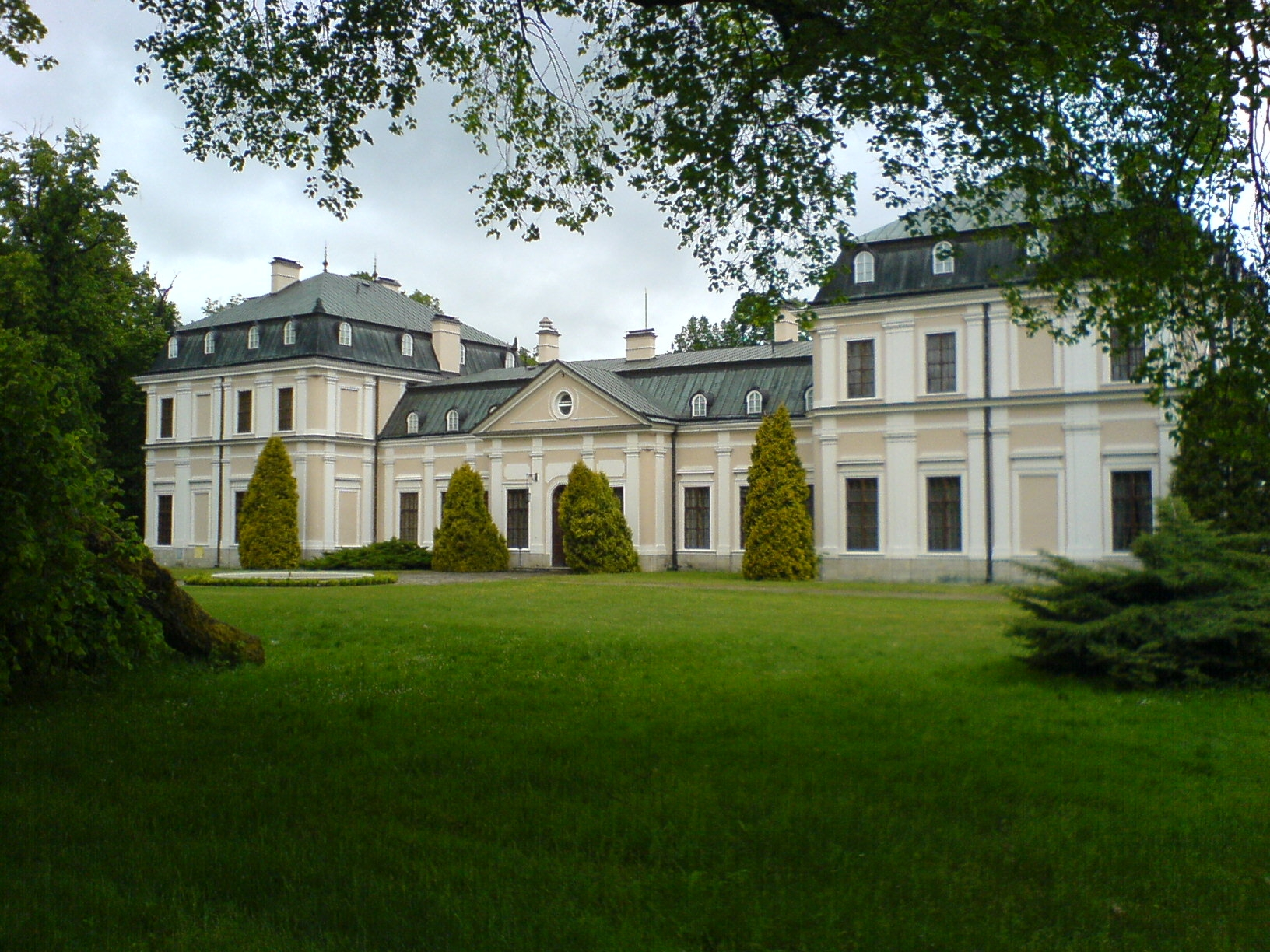
Pałac w Sieniawie

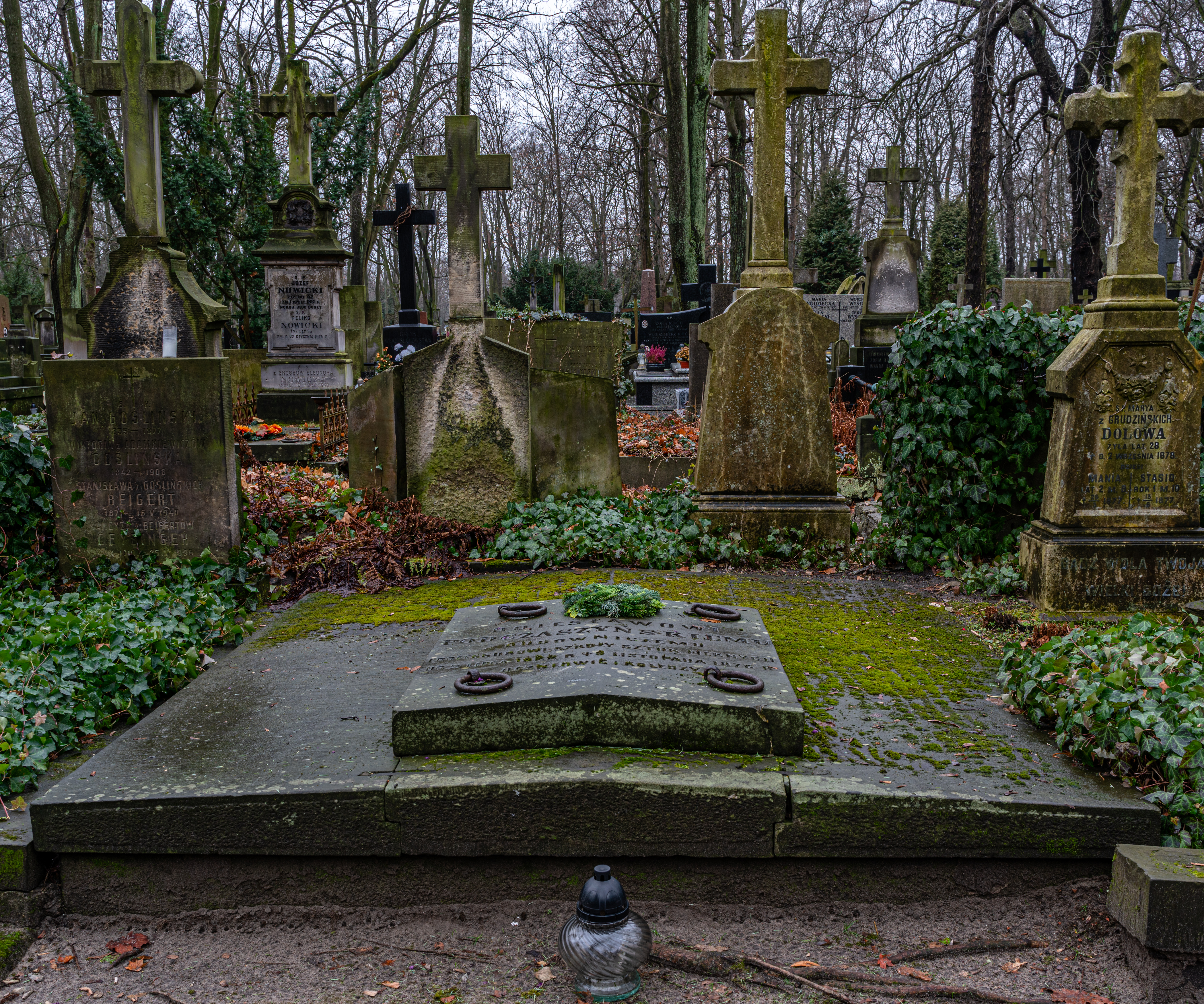
Grób Bolesława Podczaszyńskiego na cmentarzu Powązkowskim

Bolesław Paweł Podczaszyński (ur. 2 lipca 1822 w Wilnie, zm. 9 listopada 1876 w Warszawie) – polski architekt.

## Życiorys
Pochodził z rodziny architektów. Dziad Jan Podczaszyński był nadwornym budowniczym Radziwiłłów. Ojciec Karol Podczaszyński – profesorem architektury na Uniwersytecie Wileńskim. W latach 1837–1838 uczęszczał na wykłady nauk przyrodniczych w szkole medycznej oraz literatury w seminarium duchownym (uniwersytet był zamknięty po powstaniu listopadowym).
Miał zostać górnikiem i hutnikiem. W tym celu rozpoczął podróż po Staropolskim Okręgu Przemysłowym. Zachowały się notatki z jego podróży.
W celu zdobycia stosownego wykształcenia wyjechał do Paryża. Tam zmienił zdanie i zapragnął kontynuować rodzinną tradycję. Studiował architekturę w École des Beaux-Arts pod kierunkiem znanego francuskiego architekta Henri Labrouste'a. W 1845 powrócił do kraju i 15 lipca zdał egzamin państwowy na budowniczego wolnopraktykującego II klasy. W 1846 został profesorem rysunków architektonicznych i perspektywy. Od 1860 wykładał teorię budownictwa i konstrukcji w Szkole Sztuk Pięknych w Warszawie.
Od 1867 był budowniczym okręgu Warszawskiego, a Rada Budownicza przyznała mu bez egzaminu stopień budowniczego klasy III.
Współkierował komisją opracowującą plan wodociągów i kanalizacji Warszawy.

## Ważniejsze prace
- Kaplica prawosławna i katolicka w budynku Instytutu Szlacheckiego przy ul. Wiejskiej w Warszawie (1851–1853)[3].
- Kościół w Woli Osowińskiej powiat Radzyń Podlaski, do 1856 roku.
- W 1856 roku projektował i kierował wykonaniem dekoracji Pałacu Namiestnikowskiego w Warszawie z okazji przyjazdu cara Aleksandra II.
- Podczas rozbudowy pałacu w Wilanowie, dokonywanej w połowie XIX wieku, zaprojektował fontannę główną na dziedzińcu przed pałacem i fontanny w ogrodzie oraz kierował pracami budowlanymi (1855 – 1856).
- Projekt przebudowy wnętrza (i nadzór nad wykonaniem) pałacu księżnej Golicyn w Starejwsi koło Węgrowa (1859 – 1862).
- Gruntowna restauracja pałacu Ostrowskich w Tomaszowie Rawskim (1859 – 1860).
- Kaplica w kościele OO. Kapucynów w Lublinie (1860).
- Kaplica grobowa w Waliszewie pod Łowiczem (1859 – 1862).
- Przybranie mieszkania i katafalk na uroczystości żałobne po arcybiskupie Fijałkowskim (październik 1861).
- Przebudowa Szkoły Głównej w Warszawie. Aula, prosektorium, amfiteatr, gabinet zoologiczny (1865 – 1868).
- Przebudowa domu Jana Gotlieba Blocha w Warszawie przy ulicy Marszałkowskiej róg Królewskiej (1865 -1866).
- Kościół w Starejwsi powiat węgrowski (1866 -1871).
- Stacje Kolei Warszawsko-Petersburskiej w Tłuszczu i Łochowie.
- Domy A. Geneli przy ulicy Ceglanej i Aleksandra Przeździeckiego przy ulicy Rymarskiej w Warszawie (1866 – 1867).
- Pałac w Czaplach powiat miechowski.
- Gimnazjum w Mariampolu (1868 -1870).
- Gorzelnia w Starej Wsi (powiat węgrowski, 1868–1869).
- Restauracja kaplicy Zamoyskich w kolegiacie w Zamościu (1869 – 1870).
- Przebudowa Pałacu Kazimierzowskiego w Warszawie (1869 -1870)
- Kościół w Ceranowie (1875).
- Projekt kościoła w Korytnicy
- Kościół w Dobrem (1875).
- Projekt dworu i zabudowań dworskich w Długoszyjach na Wołyniu.
- Projekt przebudowy pałacu w Sieniawie.
- Projekt pomnika prymasa Jana Pawła Woronicza w katedrze św. Jana w Warszawie.
- Projekt dojazdów w stylu egipskim do mostu Kierbedzia w Warszawie.

Wydał kilka książek o tematyce architektonicznej i budowlanej oraz był aktywnym autorem artykułów specjalistycznych w ówczesnej prasie fachowej.
- Początki architektury dla użytku młodzi akademickiey tom. I i II, Wilno 1829
- Przegląd historyczny starożytności krajowych, Warszawa 1857

Pochowany na cmentarzu Powązkowskim (kwatera 72-1-23/24).

## Upamiętnienie
- W maju 1928 nazwę Bolesława Podczaszyńskiego nadano ulicy na warszawskich Bielanach[5].
- Epitafium w formie płyty z szarego marmuru wykonanej w 1877 przez Andrzeja Pruszyńskiego oraz umieszcznym na niej medalionem portretowym z 1884 autorstwa Bolesława Syrewicza znajdujące się w kościele Wizytek w Warszawie[6].